# はいびすかす
はいびすかすは鹿児島商船が運航するフェリー。鹿児島港から種子島を経由して屋久島までを結ぶ航路に就航している。

## 概要
出自は1994年に福岡造船で建造され、種子島・屋久島航路に貨物船として就航していたRO-RO船ぎおん丸である。提携していた九州商船の種子島航路廃止により、自社でフェリーを運航する必要が発生したため、2005年8月より旅客運航を行うための改造を受け、2005年6月27日より同航路に就航していたぶーげんびりあにかわって、2005年11月1日よりフェリーとして就航した。2008年12月22日より屋久島航路にフェリー屋久島丸が就航したため、はいびすかすは種子島航路のみの就航となっていたが、2011年1月31日に屋久島丸が運航終了となったため、再び、屋久島にも就航するようになった。鹿児島商船グループの新屋敷商事が保有、運航しており、代理店は鹿商海運が担当している。
鹿児島港谷山港二区（鹿児島市）- 種子島・西之表港（西之表市） - 屋久島・宮之浦港（屋久島町）に1日1往復で就航している。夕方に鹿児島港を出港、夜間に西之表港に到着したのち、翌朝に宮之浦港へ向けて出港、1時間20分の停泊時間で同港を折り返し、午前中に西之表港に寄港、午後に鹿児島港に帰港するダイヤである。屋久島丸の就航時は、朝に鹿児島港を出港、昼過ぎに西之表港に到着し、夕方に鹿児島港へ帰港するダイヤで運航されていた。
鹿児島港では、他のフェリー・高速船が発着する本港区と離れた谷山港二区の発着となるため、注意が必要である。発着に合わせて鹿児島交通バスの接続便が運行されている。

## 設備
元は貨物船であるため、船内設備は必要最低限となっている。2等船室はカーペット敷で衛星放送を受信可能なテレビが設置されている。船内に売店、レストラン、風呂等の設備はなく、設置されているのは、カップラーメンと飲料の自動販売機のみである。自販機でのアルコールの販売はない。
上甲板の船首方は露天甲板で荷役用のクレーンが設置されており、コンテナが積載される。車両甲板へのランプは左舷船尾に設置されている。
3F（船橋楼甲板）
- 2等船室

2F（第2甲板）
- 男子トイレ・女子トイレ

1F（上甲板）
- 優先座席
- 多目的トイレ

## 事故・インシデント

### 旅客船はいびすかす乗揚事件
2006年3月3日15時35分、鹿児島港谷山港二区の第3突堤南側にある南フェリー岸壁へ接岸する際に、風下に圧流されたが進路の確認が不十分であったため、港内にある浅所に乗り揚げた。船尾船底部に擦過傷が生じたものの、船体への浸水、負傷者等はなく、引船の支援により脱出して着岸した。当時、10メートル毎秒の北西の風が吹いており、港内には突堤に隣接する障子川の河口の延長線上に最浅部4メートルの浅所があった。